# Zucchero muscovado

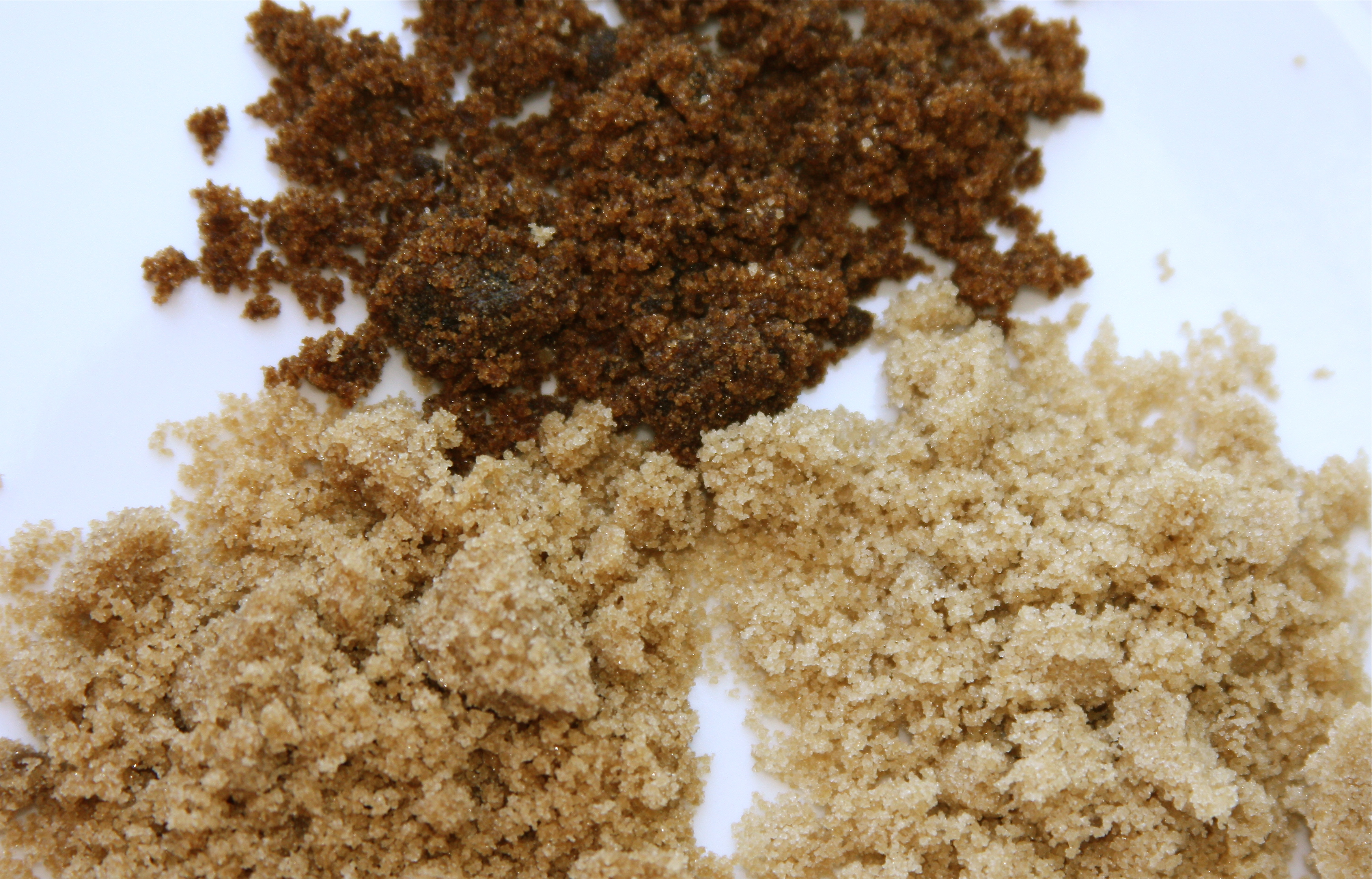
Tipi di zucchero non bianco: Muscovado (alto), medio scuro (sinistra), chiaro (destra)

Lo zucchero muscovado (o mascobado, in Italia commercializzato anche con il nome campesino) è un tipo di zucchero di canna dal colore scuro, non raffinato (o raffinato solo in parte), a cui viene aggiunta una percentuale di melassa, che gli conferisce il suo caratteristico sapore.

## Caratteristiche
Conosciuto anche come "zucchero di Barbados", o "zucchero umido", il muscovado è molto scuro e leggermente più granuloso e appiccicoso rispetto alla maggioranza degli zuccheri di canna. Il muscovado eredita il suo sapore e il suo colore dal prodotto da cui deriva, il succo di canna da zucchero. Offre buona resistenza alle alte temperature e ha una durata di conservazione ragionevolmente lunga.

## Contenuto
Lo zucchero muscovado ha circa 11 calorie/4 grammi (circa 1 cucchiaino). Se prodotto in condizioni controllate, è più ricco in nutrienti di altri zuccheri del genere o dello zucchero raffinato, e mantiene la maggior parte dei minerali naturali presenti nel succo di canna da zucchero, come mostrato in questo diagramma:
Contenuto in minerali dello zucchero muscovado (per 100 grammi):
- Sali minerali totali 740 mg max.
- Fosforo (P) 3,9 mg max.
- Calcio (Ca) 85 mg max. che però è residuo di lavorazione.
- Magnesio (Mg) 23 mg max.
- Potassio (K) 100 mg max.
- Ferro (Fe) 1,3 mg max.

## Usi alimentari
È di uso comune in varie ricette e per fare il rum. Lo zucchero muscovado può essere usato come sostituto dello zucchero di canna, in varie preparazioni nelle quali è previsto quest'ultimo come ingrediente, a patto di ridurre lievemente il contenuto in liquidi previsto dalla ricetta.
Questo zucchero non raffinato si abbina bene con il caffè e altre bevande zuccherate, ed è stato uno dei prodotti più esportati dalle Filippine.